# Mamenchisaurus fuxiensis
Mamenchisaurus fuxiensis (лат.) — вид динозавров-зауроподов из семейства Mamenchisauridae, живших в юрском периоде (оксфордский век) на территории современной КНР. Окаменелости зауропода были найдены в местности Zigong (формация Shangshaximiao), провинция Сычуань (КНР). Описан в 1976 году по голотипу CV 00261 группой палеонтологов во главе с Hou. Всего известен один скелет Mamenchisaurus fuxiensis. 
Из-за неполных скелетов китайских зауроподов юрского периода учёным трудно систематизировать данного динозавра, при этом разные исследователи относят его к разным родам: первоначально вид описан как самостоятельный род Zigongosaurus, в 1983 году его синонимизировали с видом Omeisaurus junghsiensis, а в 2004 — перенесли в род Mamenchisaurus. На сентябрь 2016 года действует последняя гипотеза, подтверждённая в 2008 году J. Lü и коллегами.